# Gilmoreosaurus
Gilmoreosaurus is een geslacht van uitgestorven plantenetende ornithischische dinosauriërs uit het Laat-Krijt.

## Vondst en naamgeving
In 1923 vond preparateur George Olsen tijdens een expeditie van het American Museum of Natural History naar Binnen-Mongolië botten van euornithopoden bij Iren Dabasu in Quarry 149.
In 1933 benoemde Charles Whitney Gilmore een nieuwe soort van Mandschurosaurus: Mandschurosaurus mongoliensis. De soortaanduiding verwijst naar de herkomst uit Mongolië. Dit werd in 1979 door Michael Keith Brett-Surman een apart geslacht Gilmoreosaurus gemaakt. Deze geslachtsnaam eert Gilmore. De typesoort is Mandschurosaurus mongoliensis. De combinatio nova is Gilmoreosaurus mongoliensis.
Het oorspronkelijke holotype was AMNH 6551 gevonden in de Iren Dabasu Formation die dateert uit het Midden- tot Laat-Campanien. In 2010 concludeerden Albert Prieto-Márquez en Mark Norell dat dit holotype in feite uit een verzameling syntypen bestond, een aantal losse beenderen zonder enig bewijs dat die zelfs maar voor het grootste deel toebehoorden aan een enkel individu. Ze werden tot één kilometer uit elkaar gevonden. Daarom catalogiseerden ze al dat materiaal apart en kozen een rechterdarmbeen, AMNH FARB 30735, als het lectotype. De overige botten werden genummerd als specimina AMNH FARB 30653 - 30773 en aan de soort toegewezen. Het betreft elementen uit de schedel en onderkaken, losse tanden, wervels, delen van de schoudergordel en het bekken en beenderen van de voorpoten en achterpoten. Die vertegenwoordigen minstens vier individuen zoals blijkt uit de aanwezigheid van even zovele linkerscheenbeenderen. Wel van een enkel individu afkomstig zou specimen AMNH 6571 kunnen zijn, een fragmentarische linkerhelft van een schedel die al in 1933 werd toegewezen. Ook apart toegewezen was toen AMNH 6369, een predentarium. In 1986 is apart gevonden materiaal toegewezen. Het betreft de specimina AMNH 6365: een hersenpan; AMNH 6366: een hersenpan; AMNH 6385: een rechterquadratum; AMNH 6395: een rechtervoorhoofdsbeen; AMNH 6574: een linkervoorhoofdsbeen; AMNH 6577: een fragmentarische schedel waarvan later vermoed is dat die in feite toebehoort aan Bactrosaurus johnsoni; en AMNH 6578: een hersenpan. In de verzameling van het Paleontologisch Instituut van Moskou bevindt zich specimen PIN 2549/1, een fragmentarische schedel.
In 1989 maakte Lew Aleksandrowitsj Nesow van Cionodon kysylkumensis Riabinin 1931 een Gilmoreosaurus kysylkumensis; in 1995 hernoemde hij het weer tot een Bactrosaurus kysylkumensis. Het gaat om fragmentarisch materiaal uit Oezbekistan.
Ook in 1995 benoemde Nesow een Gilmoreosaurus atavus, de 'betovergrootvader'. De soort is gebaseerd op holotype TsNIGR #576/12457, een tand gevonden bij Chodzjakoel uit het Laat-Albien van Oezbekistan. Tien andere tanden werden toegewezen. Enig direct verband met Gilmoreosaurus mongoliensis is naar huidige inzichten onwaarschijnlijk.
Schedelmateriaal uit Oezbekistan in 1989 toegewezen aan Gilmoreosaurus kysylkumensis werd door Nesow in 1995 benoemd als een Gilmoreosaurus arkhangelskyi, waarvan de soortaanduiding de paleontoloog Andrei Dmitrijewitsj Archangelski eert, gebaseerd op holotype CCMGE 664/12457, een schedel uit het Turonien. Een verband met G. mongoliensis is onzeker.

## Beschrijving

### Grootte, algemene bouw en onderscheidende kenmerken
Dit acht meter lange en 1,5 ton zware plantenetende dier had een vrij platte, langgerekte kop met een scherpe papegaaienbek. Het dier kon zich zowel twee- als viervoetig verplaatsen. De relatief korte en robuuste voorpoten waren met vrij scherpe hoefvormige klauwen bezet.
In 1979 werden door Brett-Surman enkele onderscheidende kenmerken aangegeven maar die bleken achteraf symplesiomorfieën te zijn, eigenschappen die oorspronkelijk zijn voor de Hadrosauroidea. Bij een herbeschrijving van het materiaal in 2010 werd een herziene diagnose gegeven. Het achterblad van het darmbeen is peddelvormig en heeft minder dan zeventig procent van de lengte van het centrale blad van het darmbeen. Het darmbeen toont een unieke combinatie van het bezit van een bult op het aanhangsel voor het zitbeen en een achterblad waarvan de top schuin achter en boven dat aanhangsel geplaatst is. Het eerste kootje van de derde vinger heeft een sterk asymmetrisch ondervlak.

### Skelet
In de schedel draagt het bovenkaaksbeen minstens zesentwintig tanden. Het aantal tanden in de onderkaak is geschat op dertig. De tandbatterij bevat twee generaties van doorgebroken tanden. De tanden zijn relatief afgeleid met een centrale verticale hoofdrichel midden op de buitenkant terwijl secundaire richels ontbreken. Vertandingen bevinden zich op de voorrand en achterrand van de tandkroon. De vertandingen vormen kleine richeltjes met ieder drie knopvormige uitsteeksels.
Het opperarmbeen en de ellepijp zijn nogal kort. Het eerste kootje van de derde vinger is zowel aan het bovenvlak als ondervlak asymmetrisch doordat de buitenste zijwand veel langer is, wel veertig procent meer dan de binnenste. Beide vlakken zijn aan de voorkant ook sterk gegroefd voor een peeskanaal van de strekkende spier.

## Leefwijze
Het dier leefde in oeverlandschappen, waar het zich tegoed deed aan bladeren en takken van planten.